# Прибульці в Америці
«Прибульці в Америці» (англ. Just Visiting) — американсько-французький комедійний фантастичний фільм 2001 р., рімейк французького фільму Прибульці, він також слугує спін-оффом та його продовженням, Прибульці 2: Коридори часу і Прибульці 3: Взяття Бастилії. У ролях: Жан Рено, Крістіна Епплгейт, Крістіан Клав'є, Малкольм Макдавелл, Тара Рід і Бріджит Вілсон. Сюжет розгортається навколо середньовічного лицаря і його кріпака, які потрапляють у 21-е століття, в Чикаго. Хоча другий фільм має інший сюжет, він, як і раніше, вважається офіційною частиною серії.
Останній фільм Hollywood Pictures.

## Сюжет
Передісторія відбувається в Англії 12-го століття, Тібо де Мальфет збирається одружитися з принцесою Розаліндою, донькою правлячого короля. На весільному бенкеті, помилково, ворог відомий як граф Ворік дає Тібо зілля, яке спричиняє в нього галюцинації (і яке було насправді призначено для Розалінди). Під його впливом Тібо вбиває власну наречену (а не її батька, як у французькій версії) вважаючи, що вона лютий монстр. Під загрозою смертної кари він просить свого слугу, Андре Ле Паштета (Крістіан Клав'є) знайти майстра (Малкольм Макдавелл) для допомоги. Майстер дає йому зілля, яке повинно було відправляти його назад до того моменту, поки він убив принцесу Розалінду. Некомпетентний чаклун псує заклинання і замість цього Тібо і Андре відправляються в 21-е століття.

## Ролі
- Жан Рено — Тібо де Мальфет
- Крістіан Клав'є — Андре
- Крістіна Епплгейт — Розалінда / Джулія
- Метт Росс — Хантер (наречений Джулії)
- Тара Рід — Анжеліка (кохана Андре)
- Бриджитт Вілсон — Амбер (коханка Хантера)
- Малкольм Макдавелл — чаклун

## Музика
| #     | Назва                                           | Тривалість |
| ----- | ----------------------------------------------- | ---------- |
| 1.    | «Thibault Goes to England» (виконує Кудсон Кай) | 2:39       |
| 2.    | «The Hag's Hut»                                 | 2:28       |
| 3.    | «Rosalind & Thibault»                           | 1:31       |
| 4.    | «Hallucination and Execution»                   | 1:10       |
| 5.    | «To Chicago»                                    | 0:47       |
| 6.    | «Kill the Car»                                  | 1:59       |
| 7.    | «Thibault Sees Julia»                           | 1:16       |
| 8.    | «My Cousin, My Descendant»                      | 1:28       |
| 9.    | «Ode de Toilet»                                 | 0:26       |
| 10.   | «Tub for Two»                                   | 1:03       |
| 11.   | «So Many Descendants»                           | 0:21       |
| 12.   | «Kissing Cousins»                               | 0:38       |
| 13.   | «Searching for a Wizard»                        | 0:50       |
| 14.   | «Another Visitor»                               | 0:44       |
| 15.   | «On the Bridge»                                 | 1:55       |
| 16.   | «Feel Like a Lady»                              | 1:04       |
| 17.   | «Andre Can't Ask»                               | 0:34       |
| 18.   | «The Wizard Pulls Himself Together»             | 1:02       |
| 19.   | «The Wizard Cooks»                              | 0:39       |
| 20.   | «Andre Asks to Stay»                            | 0:57       |
| 21.   | «Not a Bunny»                                   | 1:04       |
| 22.   | «The Big Chase»                                 | 2:01       |
| 23.   | «What Will I Do Without You»                    | 1:45       |
| 24.   | «Thibault and the Wizard Return Home»           | 1:52       |
| 25.   | «In the Icehall»                                | 1:08       |
| 26.   | «Hunter Gets It / Julia Sees the Castle»        | 1:43       |
| 27.   | «Your Time Will Come»                           | 2:56       |
| 36:02 |                                                 |            |

## Критика
Рейтинг фільму на сайті IMDb — 5,8/10, Rotten Tomatoes — 33% свіжості. 